# Kortenaken
Kortenaken är en kommun i Belgien.   Den ligger i provinsen Flamländska Brabant och regionen Flandern, i den centrala delen av landet, 50 km öster om huvudstaden Bryssel. Antalet invånare är 7 764. Kortenaken gränsar till Tienen, Diest, Bekkevoort och Glabbeek. 
Omgivningarna runt Kortenaken är en mosaik av jordbruksmark och naturlig växtlighet. Runt Kortenaken är det ganska tätbefolkat, med 248 invånare per kvadratkilometer.